# Henri De Deken
Pour les articles homonymes, voir De Deken.
Henri Rik De Deken, né le 3 août 1907 à Schoten et mort le 12 février 1960, est un footballeur international belge et un industriel.

## Carrière sportive
Il entame sa carrière de joueur au Royal Antwerp Football Club en compagnie de ses frères Louis (1906-1966), François (1912-2004) et Albert (1915-2003). Surnommés les « Antwerp Boys », ils remportent plusieurs titres de champion et de vice-champion de Belgique.
En 1930, Henri De Deken participe à la Coupe du monde au sein de la sélection nationale belge dont il devient capitaine. Il termine sa carrière avec ses frères à l'Olympic de Charleroi, où ils sont rejoints par leur cinquième frère, Carlo, avant de se reconvertir comme industriel.
Marié à Yvonne Simonart (Paris, 17 mai 1915 - Mons, 21 septembre 2005), professeur de dessin et lauréate de l'École Supérieure des Beaux-Arts d'Anvers, il donnera naissance à quatre enfants : Viviane, Michèle, Martine et Jean-Marie.